# Al Walaja
Al Walaja is een plaats op de Westelijke Jordaanoever van Palestina in het gouvernement Bethlehem. De plaats ligt 5 km ten westen van Bethlehem op een hoogte van 756 meter boven het zeeniveau.  Ten zuidoosten van Al Walaja ligt Beit Jala en in het zuidwesten liggen de plaatsen Battir (UNESCO werelderfgoed)) en Husan. Ten westen en ten noorden van Al Walaja loopt de Groene Lijn, de wapenstilstandsgrens van 1948 tussen Israël en Transjordanië, ten noorden daarvan ligt Jeruzalem. 
Evenals Battir, waarvan het historische terrassenlandschap op de Werelderfgoedlijst van UNESCO staat, heeft ook Al Walaja een terrassenlandschap, bestaande uit gecultiveerd en onderhouden land met historische terrassen en waterbronnen. 
In 2007 had Al Walaja 2041 inwoners.
Er bevinden zich drie moskeeën in Al Walaja

## Geschiedenis
Het oorspronkelijke Al Walaja lag ongeveer 2 km ten noordwesten van de huidige plaats. De plaats werd in een reisgids uit 1838 genoemd Al Walaja/el-Weleje als een dorp met een islamitische bevolking, gelegen in het Beni Hasan district ten westen van Jeruzalem. Bij de volkstelling van 1922, aan het begin van het Britse Mandaatgebied Palestina telde Al Walaja 910 inwoners, allen moslims. 
In 1945 had Al Walaja 1650 uitsluitend Arabische inwoners. Het totale grondgebied bestond uit 17.708 dunams en in 1948 waren er 1914 inwoners.

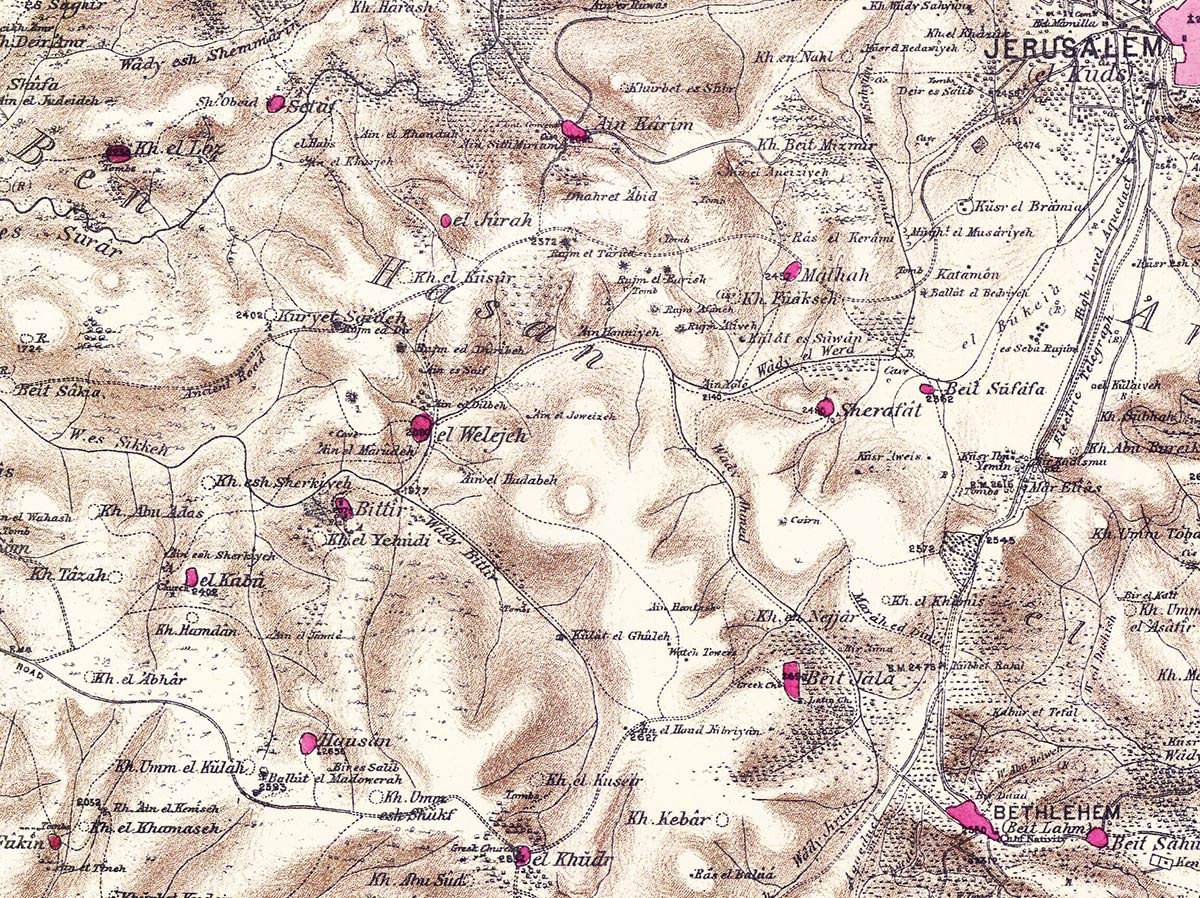
el-Welejeh in 1870

### 1948
Vanwege de ligging nabij Jeruzalem werd Al Walaja in de aanloop naar de Arabisch-Israëlische Oorlog van 1948 na hevige gevechten in april 1948 door de Palmach ingenomen en werd de plaats ontvolkt 
Bij de wapenstilstand van 1949 kwam 70% van het oude grondgebied van Al Walaja in de nieuwe staat Israël te liggen, ten westen van de Groene Lijn, de wapenstilstandsgrens van 1949 tussen Israël en Transjordanië. In de jaren '50 werden daar twee Israëlische dorpen gesticht, Aminadav en Ora. De op de vlucht geslagen bevolking mocht niet terugkeren naar hun huizen en bezittingen die nu in Israël waren komen te liggen. Ze vestigden zich in het overgebleven deel ten oosten van de Groene Lijn op de Westelijke Jordaanoever waar het huidige Al Walaja werd gebouwd. Veel bewoners, die naar Bethlehem of Jeruzalem waren gevlucht, werden ondergebracht in de vluchtelingenkampen Shu'fat  bij Jeruzalem en Dheisheh bij Bethlehem.

## Onder bezetting vanaf 1967
In de Zesdaagse Oorlog van 1967 veroverde en bezette Israël de Westelijke Jordaanoever. Onder Israëlisch bestuur werden West-Jeruzalem en Oost-Jeruzalem bestuurlijk samengevoegd en werd de nieuwe gemeente Jeruzalem uitgebreid met omliggende Palestijnse dorpen. Ook het noordelijk deel van Al Walaja werd bij de stad Jeruzalem gevoegd. Het overige grondgebied van Al Walaja kwam onder de Israëlische Civil Administration. Sinds 1985 werd allengs meer grondgebied van Al Walaja geconfisqueerd en de daarop staande huizen verwoest voor de bouw van   twee Israëlische nederzettingen, Har Gilo en Gilo en Israëlische verbindingswegen, zogenoemde 'bypassroads'. 

### Oslo-akkoorden
Bij de Oslo-akkoorden die tussen 1993 en 1995 tussen Israël en de PLO werden overeengekomen werd bepaald dat het dorp Al Walaja in het 'B-gebied' viel, onder administratieve controle van de Palestijnse Autoriteit en onder een gedeelde Palestijnse en Israëlische veiligheidscontrole. Het buitengebied van Al Walaja werd grotendeels als 'C-gebied' aangemerkt, waardoor dat volledig onder het bestuur en de militaire controle van Israël kwam. Een deel van Al Walaja was toen al bij de stad Jeruzalem gevoegd.

### Westoeverbarrière
Door de bouw van de Israëlische Westoeverbarrière vanaf 2003 werd een groot deel van het grondgebied van Al Walaja ten oosten van de Groene Lijn ingesloten en kregen Palestijnse inwoners geen toestemming om iets te bouwen. Tussen Al Walaja, Bethlehem en Beit Jala werden twee Israëlische nederzettingen op Palestijns grondgebied gebouwd als wijken van de Israëlische gemeente Jeruzalem: Har Gilo, buiten die gemeentegrens en Gilo er binnen. Deze nederzettingen worden door de Verenigde Naties als illegaal beschouwd en zijn in strijd met internationaal recht. 
In 2004 werd de bouw aangekondigd van een nieuwe Israëlische nederzetting, Givat Yael met 14.000 woningen, op een deel van het grondgebied van Al Wajala. Vanaf 2010 werd Al Walaja en de wijk Ain Jawazeh werden geheel ommuurd en van hun tussenliggende stuk gecultiveerde grond afgesloten, met slechts één door Israëlische militairen gecontroleerde uitgang, een zogenoemd 'checkpoint..
Vanwege deze Barrière en door de Israëlische 'bypassroads', de verbindingswegen tussen de Israëlische nederzettingen en Jeruzalem, ligt Al Wajala geïsoleerd van zijn meeste landbouwgrond en van de andere Palestijnse steden en dorpen rond Bethlehem. Op het grootste deel van het oorspronkelijke landbouwgrond waren inmiddels wijken van de stad Jeruzalem gebouwd. In 2012 werd door het Israëlische bestuur van Jeruzalem toestemming gegeven voor uitbreiding van woningbouw voor de nederzetting Givat HaMatos op landbouwgrond van Al Walaja.

### Verdere annexatie
Evenals Battir heeft ook Al Walaja een terrassenlandschap, bestaande uit gecultiveerd en onderhouden land met historische terrassen en waterbronnen. Tussen 2011 en 2013 werden 1200 dunums van dit gecultiveerde landschap en landbouwgrond  van Al Walaja met bronnen, wat tussen de Westoeverbarrière en de Groene Lijn was komen te liggen geconfisqueerd en werd de Westoeverbarrière doorgetrokken. Dit gebied, dat grenst aan het historische UNESCO-landschap van Battir, werd bestemd voor de aanleg van een nationaal park dat zich aan beide zijden van de Groene Lijn zou gaan uitstrekken. Ook werden meer dan 200 amandel-, olijf-, abrikozenbomen en wijnranken ontworteld en vernield, wat een verlies van inkomen betekende voor vier families in Al Walaja.
In 2014 werd 400 hectare grond van omliggende dorpen onteigend en geannexeerd ten bate van te bouwen nederzettingen . In de wijk Ain Jawazeh waren  verwoestingen aangericht, waaronder een oude begraafplaats.
In november 2017 werden de invwoners van Al Walaja totaal afgesneden van hun terrassen-landbouwgrond met bronnen, waaronder de op een na grootste bron in de heuvels bij Bethlehem, de Ein Hanya bron. Dit land met bronnen was voor de inwoners van Al Walaja, Beit Jala en Bethlehem en omgeving een recreatieplek, als zwembad en voor het drenken van hun vee. Het enige checkpoint werd verplaatst naar de kant van Givat Yael waardoor dat gebied deel ging uitmaken van het Jeruzalemse stadspark en voor de inwoners van Al Walaja ontoegankelijk werd..
In de vroege ochtend van 3 september 2018 begonnen bulldozers met de verwoesting van Palestijnse huizen in Al Walaja, nadat ze slechts enkele uren daarvoor een bevel-tot-vernietigen hadden gekregen. De vernietigingskosten kunnen op de bewoners verhaald worden.